# Décembre 1847
Cette page présente les faits marquants du mois de décembre 1847.

## Événements
- Sir Harry Smith devient gouverneur de la Colonie du Cap (fin en 1852). Il développe une politique d’expansion territoriale et de ségrégation à l’égard des Africains.

- 17 décembre : le district de la Reine Adélaide prend le nom de Cafrerie britannique.
  - Les Britanniques écrasent les tribus Xhosa, permettant aux fermiers d’acquérir de nouvelles terres.

- 18 décembre, France : banquet réformiste de Chalon-sur-Saône. Durcissement.

- 23 décembre :
  - Après sa défaite devant les troupes du Maroc, l'émir Abd El-Kader se rend au général Lamoricière. Il est d'abord interné au fort Lamalgue à Toulon. La révolution de février 1848 ajournera son départ. Il est interné en France à Pau, puis à Amboise (1847-1852).
  - Les Autrichiens se retirent de Ferrare.

- 25 décembre, France : le dernier banquet réformiste en province : Rouen.

- 28 décembre, France :
  - Louis-Philippe repousse toute idée de réforme électorale;
  - ouverture de la session parlementaire de 1848.

- 30 décembre, France :
  - Victor Hugo signe avec Renduel et Gosselin un contrat pour la publication, en 4 volumes, d'un roman intitulé Les Misères;
  - Victor Hugo refuse d'être nommé une nouvelle fois directeur de l'Académie.

- 31 décembre, France : mort de Madame Adélaïde, sœur de Louis-Philippe.

## Naissances
- 15 décembre : Achille Marie Gaston Floquet (mort en 1920), mathématicien français.
- 18 décembre : Léon Brouwier (mort en 1922), homme politique belge.
- 23 décembre : Charles Renard (mort en 1905), ingénieur et inventeur français, aéronaute et pionnier de l'aviation.

## Décès
- 17 décembre : José de los Santos, matador espagnol (° 10 mars 1806).
- 24 décembre : Finn Magnussen (né en 1781), archéologue islandais.